# 華人移民史

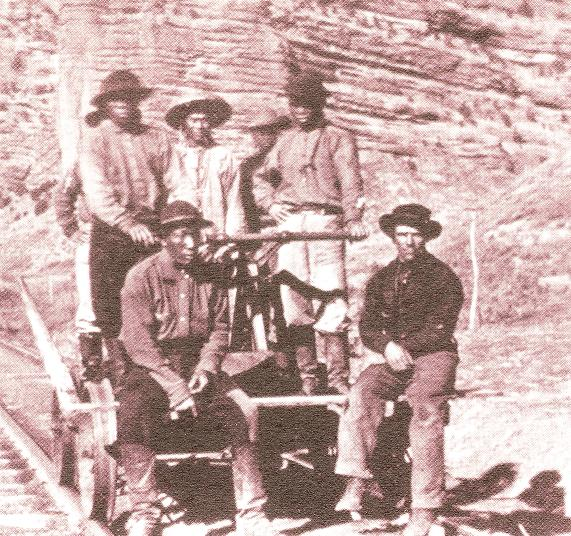
19世紀前往北美洲興建鐵路的中國勞工

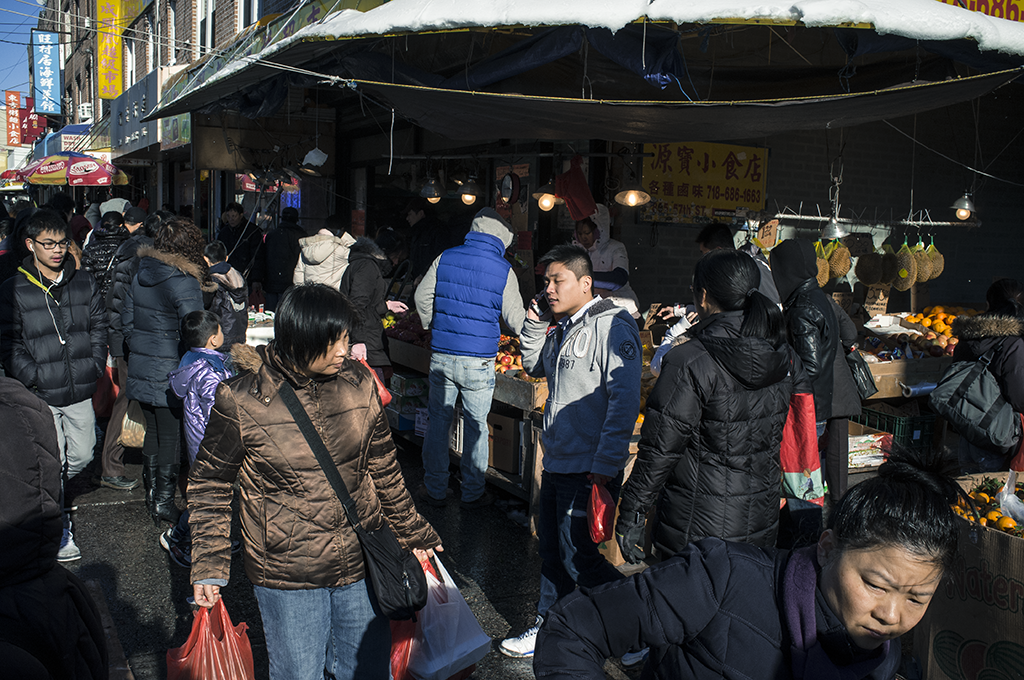
美國纽约布鲁克林华埠

华人（古称汉人、唐人）移民史，指晚清以来不同时期的华人向海外移民历史，海外华人指的是这时期或之后的华裔或华人，移民潮多集中在中法战争至清末和民国初期。虽然清朝以前可能有少量華人由於經商、逃難、宗教等原因流亡至海外，尤其是中國以南的東南亞，如越南之明鄉人，成為當地之永久性人口，繁衍至今，亦有部分移民成為流动人口。
康乾盛世时期，尤其是之后有大批人开始移居南海各国（参见: 馬來西亞華人史、馬來西亞華人），并出现了后来的土生华人(唐番)，据马六甲的碑文和家谱，土生华人的家史最早可追溯到18世纪，是中国人最早在海外定居的记载。19世纪中叶鸦片战争后有大量華工，因欧洲工业革命的需求而移居到美洲，欧洲，东南亚及世界各国當苦力。

## 历史背景

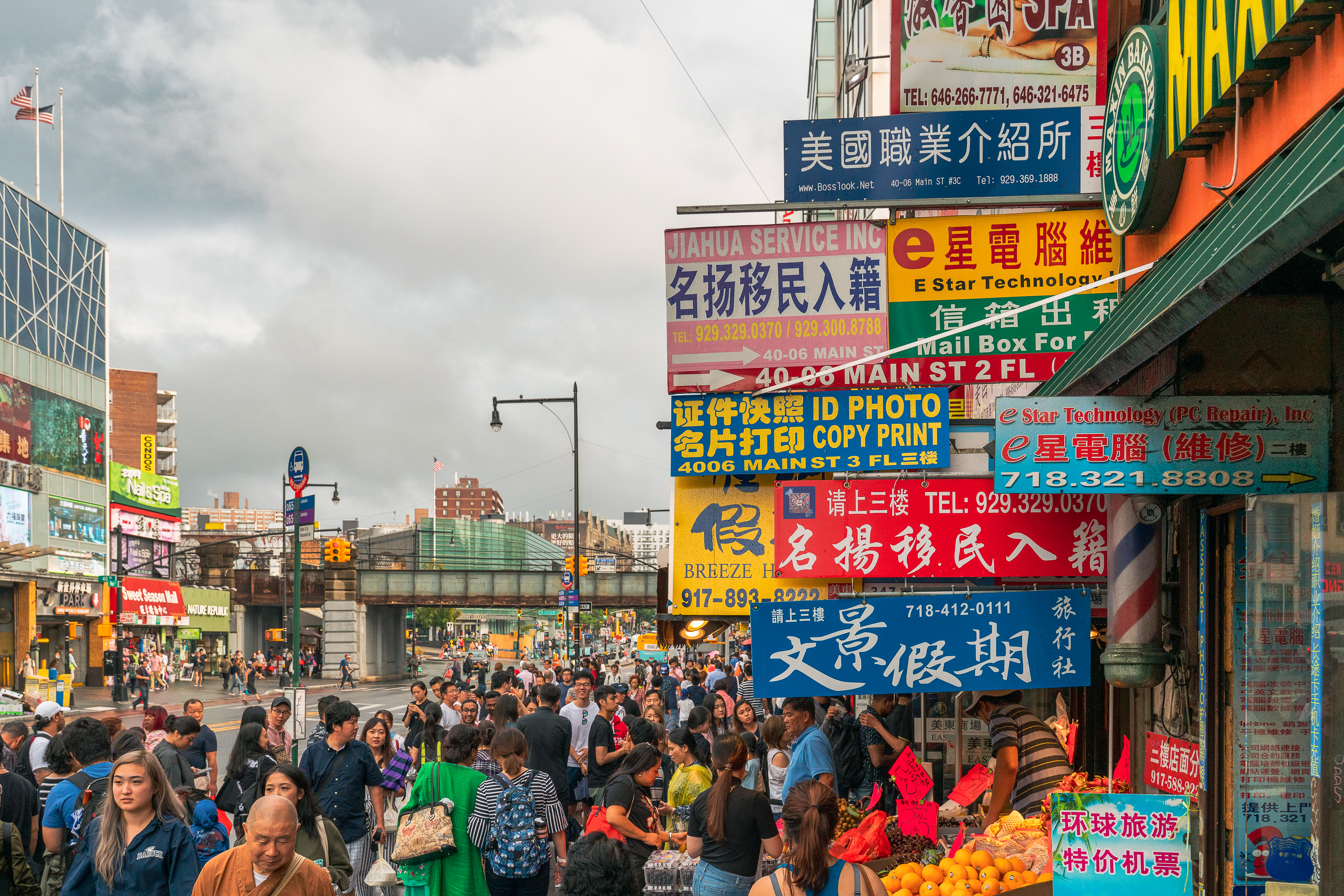
更多中國人定居美國纽约皇后區法拉盛。

早期的在华出生的海外华人，在华都有直属亲戚及亲友，但一般上没有携眷的习惯，因此华人和当地民族或娘惹通婚为常事，以英属新加坡为例，1860年男女性別比差别为6：1；1901年为2.95；至1947年才降至1.21。1947年以后，自然增长成为华人人口增长的主因，换言之，该地区已无需依赖外来中国移民的涌入和补充来维持华人人口的优势。

## 古文献记载

### 秦汉南北朝
- 秦朝末年，大批秦人為逃苦役到达朝鲜半岛南部成為辰韓，燕齊趙等地也有大量人口進入朝鮮北部。
- 昭君出塞，漢元帝在位時，王昭君自願嫁到匈奴（其势力范围位于今蒙古國）。
- 汉朝日南郡朱吾县居民不满县吏苛政，逃至屈都昆（今马来西亚丁加奴）[參⁠ 4]。
- 汉武帝年间，骑都尉李陵降匈奴娶了且鞮侯单于之女为妻，率部移居今俄罗斯叶尼塞河上游的阿巴坎。
- 南北朝时樂浪、帶方两郡（今朝鲜半岛西北部）漢人大批流亡日本(之前四郡成立時已有大批漢人遷入朝鮮)。

### 唐宋
- 唐朝贞观年间，有一批高僧，到佛逝国取经，其中包括义净、运期、彼岸、智岸、善行、智弘、无行、法郎、孟怀业、道宏、贞固等；其中僧人孟怀业，留恋佛逝，不回故乡[參⁠ 5]。
  - 咸亨年间豐州僧哲到东印度居留，僧人玄游居留師子國。
- 五代（943年），阿拉伯旅行家马素提记录苏门答腊有中国人耕种，巨港华人最多。他们是黄巢起义失败后逃亡至苏门答腊的华侨[參⁠ 6]。
- 宋嘉佑三年（1036年），嘉佑四年，大瞿越（安南）虏走大批中国人到安南[參⁠ 7]。
- 南宋宝庆元年（1225年）赵汝适著《诸蕃志》蒲甘条记载：“国有诸葛武侯庙”[參⁠ 8]。
- 南宋宋度宗咸淳三年（1267年）印度半島卡弗里河口的纳格伯蒂讷姆城有中國式瓷砖塔，高数丈上刻汉字：“咸淳三年八月毕功”。占婆國有唐人。
- 在大約13和14世紀，三名中國婦女在東歐定居。 他們選擇了猶太教，並與阿什肯納茲猶太人結婚[參⁠ 9]。

### 元明
- 元朝元顺帝至正九年（1349年）航海家汪大渊《岛夷志略》记载单马锡有華僑定居。元初有大批华人定居在婆罗洲格兰岛。渤泥国敬爱唐人。[參⁠ 10]朱杰勤假设马来半岛古国龙牙门可能已有中国人和当地人通婚杂居。[參⁠ 11]这部分唐人是初到此地的暂居人口，生活了几代人并没有记载，至明代大部分已经不存在。
  - 真腊国有唐人居住经商。真腊风俗，由妇女进行贸易，因此华人到此，必先娶真腊女子为妻，方便贸易。[參⁠ 12]
  - 唐人水手，因真腊的米粮、妇女、房屋容易得到，买卖容易做，往往逃避到真腊求安乐。[參⁠ 13]
- 洪武二十五年（1392年），明太祖賜閩人三十六姓移居琉球。
- 洪武三十年（1397年），時旅居三佛齊的華僑一千多人擁戴廣東南海人梁道明爲三佛齊国王[參⁠ 14]。
- 永樂年間，爪哇島的華人多由廣東、福建等地方逃亡來此，多從回回教門受戒持齋。
  - 爪哇有一個幾千戶華僑聚居的村莊，華僑稱之錦石（今格雷西〔Gresik〕），村主是廣東人。
  - 爪哇島東部有一個華僑村杜板，華僑稱之爲廚閩，有一千多戶漳州、廣東移民[參⁠ 15]。
  - 爪哇島蘇魯馬益也有中國人居住。
  - 旧港(今巨港）居民多由广东潮州、泉州逃来此地，相当富饶。
  - 郑和下西洋时任命施进卿为巨港宣慰使。
  - 东爪哇有“施大娘子俾那智”传伊斯兰教，施大娘子是施进卿的女儿。
  - 马六甲有唐人居住[參⁠ 16]。
  - 爪哇順塔國王陆自立是廣東潮州人，永樂九年遣使貢方物。
- 正统年间
  - 勃泥有很多華僑居住，曾有漳州人張某成爲拿督。
- 成化年間丁州鹽商謝文彬到暹羅國經商，後來成爲暹羅國的官員，並出使中國。
- 正德年間滿者伯夷有來自廣州、泉州的華僑幾百戶。
- 嘉靖年间，海盗许氏兄弟、何八、郑兴宇等居佛大泥。[參⁠ 17]
  - 嘉靖四十五年，潮州江洋大盗林道乾攻打韶安、由南等村，遁至北港。后聚集二千余人攻占北大年。因助暹罗王破安南，受暹罗王嘉奖，赐其女与之成婚。林道乾曾在北大年建立一所规模宏大的枪炮厂，铸造黄铜大炮[參⁠ 18]。
- 1572年西班牙殖民者累加斯皮说，在马尼拉有40位已婚的中国人居住[參⁠ 19]。
- 隆慶六年（1572年）呂宋有華僑150人居住。
- 萬曆年间，舊港國王王連是廣東人，婆罗洲国王是福建人。萬曆二十一年（1594年）呂宋已有幾萬名華僑聚居。文莱岛有许多华人，系随郑和下西洋留下定居[參⁠ 20]。
  - 北大年华侨很多，摩肩擦踵。北大年的张那督是漳州人[參⁠ 21]。
  - 柬埔寨的篱木州（今金边），以木为城，是华人聚居之地[參⁠ 22]。
  - 16世纪初黄衷著《海语》记载暹罗国有奶街，是一条华人寓居的街道[參⁠ 19]。
  - 1613年葡萄牙人伊里狄绘制满剌加地图，其中表明漳州村、中国村和中国溪，显然是华侨聚居之地[參⁠ 19]。

### 清朝初中期
- 康熙三十五年，广州长寿寺主持大仙，被越南顺化政府聘为国师。越南会安港有一条长3－4里的沿河街道，名为大唐街，街上福建人开的商店，鳞次栉比。越南风俗，贸易由妇女经营，因此华人到此，必先娶妻，方便贸易。顺化有关夫子庙和闽会馆，尖碧萝有伏波将军庙。
- 雍正中，河仙鎮總兵（又作河僊，另又被稱為「港口國」，即今越南堅江省）莫玖（Mok Kui，即鄚玖，越南语：Mạc Cửu）是广东雷州人，改姓鄚，為該地統治者。莫玖传位子鄚琮（Mok tong，即鄚天賜，越南语：Mạc Thiên Tứ），前后約一百年。
  - 清雍正年间，广东澄海华富里（今汕头市澄海区上华镇）人郑达，南渡暹罗，居大城府，是一位摊主，后致富，改名为镛；娶暹罗女人洛央为妻，生一子郑昭；日后郑昭成为暹罗王[參⁠ 23]。
  - 婆罗洲戴燕国王吴元盛是广东嘉应人[參⁠ 24]。
  - 婆罗洲昆甸国王罗大是广东嘉应人[參⁠ 25]。
  - 爪哇华侨人数达10万人[參⁠ 26]。
- 乾隆年间華人羅芳伯在婆羅洲島上（今加里曼丹西部）成立了世界第一個由華人所創立的「共和國」－「蘭芳共和國」。國家元首稱「大總制」。
- 嘉庆年间广东嘉应显人叶来，流寓新加坡。嘉庆末年，柔佛王下令驱逐华人。柔佛华人推举叶来为首，率领众人战胜柔佛王；叶来更购买军械，遣人返国，纠集嘉应县及邻村族人万余，渡海到柔佛，血战八年，平定柔佛全境。其时槟榔屿华人，与土人冲突，叶来率众助战，三年平定槟榔屿。后叶来自量不敌英国势力，将此二地主权交与英国，自保土地所有权[參⁠ 27]。
- 1821年福建平和县大族吴福星，年二十只身南渡，来到北大年，初经营锡矿，后建立出入口商行，很多族人渡海投奔吴福星。1832年，北大年并入暹罗，吴福星之子吴万利被任命为第一任海关监督，整顿税务，深得百姓赞扬[參⁠ 28]。

## 近现代
第二次鸦片战争后，清朝的国门被迫打开，加上航运也比古代提高了不少，华人人口开始较大规模地迁徙到世界各地。

### 东南亚
- 法国探险家亨利·穆奥《暹罗柬埔寨老挝安南游记》记载，1859年新加坡有华侨50,043人[參⁠ 29]。
- 光緒初年在雪蘭莪和霹靂州採錫礦的華工有十幾萬人。雪蘭莪蘇丹待華工苛刻，華工奮戰，平定雪蘭莪。其時霹靂州華人也平定霹靂[參⁠ 30]。
- 1876年郭嵩焘路過馬來亞，記錄新加坡華人約20萬，檳榔嶼有福建人廣東人10萬餘[參⁠ 31]。
- 19世紀末，緬甸華僑約4萬人，其中2.1萬人在仰光，約1萬人在曼德勒[參⁠ 32]。
- 1889年印度支那堤岸有華僑14,944人[參⁠ 33]。
- 1890年印度支那海防有華僑5,600人[參⁠ 33]。
- 1891年新加坡有華僑121,908人。檳榔嶼有華僑87,920人，十九世紀末增至90,000人；馬六甲有華僑29,000人[參⁠ 34]。
- 1900年左右西貢有華僑73,857人[參⁠ 34]。
- 19世紀末暹羅有華僑150萬人，其中3.5萬餘人在曼谷[參⁠ 35]。
- 1891年馬來亞柔佛的華僑遠超馬來人，200,000人口中150,000人是華僑，馬來人35,000人。森美蘭有華僑5,511人，其中37名女性。雪蘭莪總人口81,592人，華僑过半达50,844人，多數是商人和礦工，他們大多是客家人和廣東人。彭亨有華僑3,241人、霹靂有華僑15,235人[參⁠ 36]。
- 1891年北婆羅洲總人口7,131人，其中華僑3,627人，到十九世紀末增至20,000人，多數是客家人、廣東人、海南人、汕頭人和廈門人；他們移民之初做苦力，由於勤勞精明，很快變成商店老闆、莊園主和商人[參⁠ 37]。
- 1890年爪哇華僑人數為242,000人；德利蘇丹國和蘇門答臘東岸，有華僑80,000人。邦加島有35,000華僑當錫礦工；1892年阿南巴斯群島人口1,500，其中600名華僑[參⁠ 38]。
- 19世紀末菲律賓的華僑估計有十萬人[參⁠ 38]。

### 北美洲
- 1840年－1870年歐洲人口販子將廈門、香港等地70多萬中國勞工“賣豬仔”到南美洲當苦力。同一時期約有200多萬華人到美國和加拿大“淘金”[參⁠ 39]。
- 1868年，美国加州因开采金矿和修建铁路，须要大量中國勞工“黃竿佬”。美国和大清签订中美通商条约，其第五条定明华人愿常住美国或入籍，皆须听其自由不得禁阻[參⁠ 40]。此条约为美国来华招揽大量华工开方便之门。
- 1877年古巴和波多黎各有华侨43,811人，到十九世纪末，达到90,000人[參⁠ 41]。
- 1881年加拿大有华侨4,383人[參⁠ 42]。
- 19世纪末，到加拿大修筑加拿大太平洋铁路的华工有7－8万人[參⁠ 43]。
- 1890年美国有华侨107,475名，其中8,000人在东海岸，6,440余人在纽约，1,780余人在宾州，北至阿拉斯加也有华侨的踪迹。
- 1899年夏威夷有华侨27,000人，其中6,000人为甘蔗农场劳工。在夏威夷群岛有华侨律师[參⁠ 44]。
- 20世纪初在加拿大定居的华人约有1.9万人，以不列颠哥伦比亚省的维多利亚和温哥华人数最多（两地有9,000左右华人）。不列颠哥伦比亚省的华人，多以捕鱼为业。加拿大华人生活贫困，有十万家产的只一二人[參⁠ 45]。
- 20世纪初许多地方限制华人入境，加拿大对入境华人，征收500元人头税、澳洲征收100元人头税，新西兰征收30镑人头税[參⁠ 46]。

### 中美洲和南美洲
19世紀，有750多萬名廣東和福建華人移居海外，其中60萬人來到美洲，當中有12.5萬人去往古巴，10萬人去往秘魯，第三多人移去英屬西印度群島：從1853年到1884年，官方記錄中有17,904名中國人以契約勞工的身份來到英屬西印度群島，這些人主要是男性。因為英國人不希望這些勞工在加勒比永久定居，他們很少被允許帶上中國的妻子。 
- 1885年智利有华侨1,164人，到十九世纪末达到7,000人[參⁠ 44]。
- 1893年墨西哥有华侨3,000人，其中6,000人在锡那罗亚州当矿工[參⁠ 44]。
- 19世纪末秘鲁有华侨47,000人[參⁠ 48]。
- 1891年格林纳达有华侨三人，背风群岛有华侨122人，其中男性83人，女性37人。安提瓜島有69名华侨其中男性66人，女性3人；牙买加华侨481人，其中男性373人，女性108人。毛里求斯有华侨3,151人，其中有三名女性[參⁠ 44]。
- 1893年英属圭亚那有华侨300人[參⁠ 44]。
- 1900年特立尼达岛有华侨2,200人，多从事经商，矿工和铁路工[參⁠ 44]。

### 东北亚
- 1888年日本华侨有4,805人；横滨有外侨4,218人，其中2,625人是华侨；长崎外侨1,004人，其中华侨684人。1889年函馆市外侨69人，其中33人是华侨；1901年古井駅有华侨1,761人；东京有华侨181人[參⁠ 49]。
- 1899年大韩帝国有华侨3,134人[參⁠ 50]。
- 1882年西伯利亚只有华侨十来人；1895年海参崴的华侨达三万人，多为小商贩[參⁠ 50]。

### 大洋洲
- 1890年澳大利亚昆士兰有华侨7,244名，其中92人是女性。维多利亚有华侨12,123人；1900年澳大利亚北部有华侨3,000人；1901年新南威尔士有华侨1万余人，其中只有677名女性。澳大利亚第一份华文报《中澳时报》创刊于1895年悉尼；1881年有华侨844人。塔斯马尼亚也有华侨[參⁠ 51]。
- 1898年新西兰有华侨4,585人[參⁠ 52]。
- 1891年英属新几内亚有华侨三人[參⁠ 52]。

### 其他
- 1898年英国华侨人数很少，仅767人[參⁠ 53]。

## 当代

### 中华民国政府迁台后
1950年代到1970年代末，包括外省人及本省人在内，不断有大量持中华民国籍者移民美国，1952年及1965年美国对外国移民的限制逐步解除后，开始了第一波从台湾移居美国的移民潮，另外在台湾戒严时期，许多在海外并已被记上黑名单的一些人，也因此被迫加入外籍。

### 中华人民共和国建立后
解放后，随着政治局势变化及边境管治，普遍民众正常移居海外日渐困难。1950年代初，一些中國大陸民眾尚可以循正常渠道移居香港，或通过香港移居海外。崔琦、周采芹等人即是通常这种方式移居外国。1950、60年代，在与苏联、北朝鲜接壤的边境地区，朝鲜族、哈萨克族、俄罗斯族等少数民族民众因苏联和北朝鲜经济优于中国大陸，又或是政治原因，通过各类正常、非正常途径移民。南方的非法移民，主要是在广东的逃港。
1970年代末，中国大陆推行改革开放，普通民众移民成为可能。至1980年代末形成出国潮。主要通过公派留学或跨国婚姻两个途径。此次出国潮席卷整个中国大陆，即使是当时社会地位较高、高收入的人群亦卷入其中。1990年代后至今，由于中国大陸經济发展，出国留学、移民逐渐日常化，不再成为社会关注的焦点。此时，由于20世纪末航空业的迅速发展，移民到海外的华人已不限于广东、福建等沿海省份，而是来自中国大陸各地，而移民的华人中也包括中上层阶级的富人。加之1955年后，中共对现代标准汉语的推广，新移民中很少有不同民系的矛盾、冲突或不同民系垄断着不同的行业的情况。80年代后的大部分移民为在华出生或改籍后的海外华人，但第一代移民在中国大陸媒体中亦被称作华裔。至2013年止，这些移民中已经出现了华二代甚至華三代；据统计，华二代中，有70%的人不会寫中文字，其中不少不愿意学中文，一些人认为新一代的侨胞可能将变成彻底的外国人。以西班牙为例，不少华二代与中国籍留学生有代沟。2010年代時，歐洲的華僑華人已發展到260萬~320萬人。

## 備註
1. ↑  一般翻译为Chinese-born immigrant或China-born immigrant
2. ↑   註:

## 引用文献
1. ↑  马华文学中峇峇娘惹的形象刻画
2. ↑  乔印伟，论新加坡民族国家创建的基础，安徽史学2009年第2期。
3. ↑  李勇，族谱与新加坡福建人方言族群移民史研究，世界民族2010年01期。
4. ↑  许云樵 《南洋史》上卷 第二篇 古代史 96
5. ↑  唐义净《大唐西域求法高僧传》
6. ↑  朱杰勤 《东南亚华侨史》 第一章 古代和中世纪中国与东南亚各国的关系与华侨 第10页
7. ↑  朱杰勤 《东南亚华侨史》 第一章 古代和中世纪中国与东南亚各国的关系与华侨 第12页
8. ↑  （宋）赵汝适 原著；杨博文 校注 《诸番志》校释 ISBN 7-101-02059-3
9. ↑  Brook, Kevin A. The Jews of Khazaria, Third Edition (Rowman and Littlefield, 2018). ISBN 978-1-5381-0342-5 204页
10. ↑  （元）汪大渊著《岛夷誌略》，蘇繼廎校釋 1981年, 2000年 中华书局，ISBN 7-10102028-7
11. ↑  朱杰勤着《 东南亚华侨史》 第四节 《元明时代中国人在东南亚各国的活动》中华书局  15页
12. ↑  周达观《真腊风土记》
13. ↑  周达观《真腊风土记·留寓》
14. ↑  梁启超著《中国殖民八大伟人传》《饮冰室合集》6《专集》第一册 卷八
15. ↑  明张燮撰《东西洋考》
16. ↑  明费信《星槎胜览》·满剌加国：“男女椎发，身肤黑漆，间有白者，唐人种也”
17. ↑  许云樵 《北大年史》107-111页
18. ↑  许云樵《北大年史》111-121页
19. 1 2 3  朱杰勤 《东南亚华侨史》 第一章 古代和中世纪中国与东南亚各国的关系与华侨 第22页
20. ↑  《厦门志》
21. ↑  （明）张燮著，《东西洋考》、《大泥考》
22. ↑  （明）张燮著，《东西洋考·柬埔寨》
23. ↑  许云樵译 《暹罗王郑昭传》商务印书馆  第五页
24. ↑  郑鹤声 郑一钧编郑《和下西洋资料汇编》 1125页
25. ↑  郑鹤声 郑一钧编《郑和下西洋资料汇编》 1125页
26. ↑  王大海《海岛逸志》
27. ↑  郑鹤声 郑一钧编《郑和下西洋资料汇编》 1128页 引薛福成《四国日记》
28. ↑  许云樵《北大年史》 125页
29. ↑  亨利·穆奥《暹罗柬埔寨老挝安南游记》
30. ↑  鄭鶴聲鄭一鈞編《鄭和下西洋資料彙編》 1128頁
31. ↑  朱杰勤著《東南亞華僑史》第三章《近代的東南亞華僑》 中華書局123頁
32. ↑  波乃耶《中國風土人民事物記》145頁
33. 1 2  波乃耶《中國風土人民事物記》146頁
34. 1 2  波乃耶《中國風土人民事物記》147頁
35. ↑  波乃耶《中國風土人民事物記》148頁
36. ↑  波乃耶《中國風土人民事物記》150頁
37. ↑  波乃耶《中國風土人民事物記》151頁
38. 1 2  波乃耶《中國風土人民事物記》152頁
39. ↑  张纯如 The Chinese in America: A Narrative History (Penguin, 2003). ISBN 0670031232
40. ↑  梁啟超《记华工禁约》《饮冰室合集·专集》二十二
41. ↑  波乃耶 《中国风土人民事物记》143页
42. ↑  波乃耶 《中国风土人民事物记》143页
43. ↑  梁启超《海外殖民调查报告》1903 《饮冰室合集》《集外文》上
44. 1 2 3 4 5 6  波乃耶 《中国风土人民事物记》144页
45. ↑  波乃耶 《中国风土人民事物记》147页
46. ↑  同上
47. ↑  . 纽约时报中文网. 2018-02-07. （原始内容存档于2018-02-08）.
48. ↑  波乃耶 《中国风土人民事物记》145页
49. ↑  波乃耶 《中国风土人民事物记》152页
50. 1 2  波乃耶 《中国风土人民事物记》153页
51. ↑  波乃耶 《中国风土人民事物记》154页
52. 1 2  波乃耶 《中国风土人民事物记》155页
53. ↑  波乃耶 《中国风土人民事物记》156页
54. ↑  人民日报观沧海：海外华文教育从多说汉语做起
55. ↑  西班牙华二代与新移民有代沟
56. ↑  华二代的中文烦恼
57. ↑  在法华三代参与seven baby评选活动
58. ↑  http://ww2.usc.cuhk.edu.hk/PaperCollection/webmanager/wkfiles/8520_1_paper.pdf
59. ↑   參:

## 扩展阅读
- 吴晗：《十六世纪前之中国与南洋》